# Terytorium federalne (Malezja)
Terytoria federalne w Malezji noszą nazwę Wilayah Persekutuan. Obecnie wydzielone są trzy takie terytoria: Kuala Lumpur, Putrajaya oraz Labuan.
Malezyjskie terytoria federalne są administrowane przez Ministerstwo ds. Terytoriów Federalnych. Choć mają one status równorzędny pozostałym malezyjskim stanom, to, w przeciwieństwie do nich, nie posiadają one ani lokalnego zgromadzenia, ani lokalnego premiera.